# 잃어버린 면사포
잃어버린 면사포는 1970년 공개된 대한민국의 영화이다.

## 배역
- 문희
- 신성일
- 한은진
- 주증녀
- 양훈
- 사미자
- 김창숙
- 송재호
- 권오상
- 최재호
- 박달
- 최주봉
- 김신명
- 김경란
- 지계순